# TI-84 Plus
De TI-84 Plus is een grafische rekenmachine uit 2004 van Texas Instruments. Er bestaat geen originele TI-84, alleen een TI-84 Plus, TI-84 Plus Silver Edition, een verbeterde versie van de TI-83 Plus en de TI-84 Plus CE. De interface is hetzelfde; er zijn vooral hardwarematige verbeteringen. Het geheugen is ongeveer drie keer groter en de processor 2,5 keer sneller dan de TI-83 Plus. Ook zijn er een USB-aansluiting en een interne klok toegevoegd.
TI-BASIC is de ingebouwde programmeertaal in de TI-83/TI-84-serie. 